# Zygodon microtheca
Zygodon microtheca är en bladmossart som beskrevs av Hugh Neville Dixon och Nicolajs Malta 1924. Zygodon microtheca ingår i släktet ärgmossor, och familjen Orthotrichaceae. Inga underarter finns listade i Catalogue of Life.